# Włodzimierz Kreft
Włodzimierz Antoni Kreft (ur. 22 czerwca 1932 w Gdyni, zm. 5 czerwca 1985 w Gdańsku) – podpułkownik organów bezpieczeństwa PRL, kierownik Grupy Operacyjnej Nr 3 MSW w Leningradzie.

## Życiorys
Syn Wiktora i Aleksandrii. Funkcjonariusz aparatu bezpieczeństwa od 1955. Początkowo służy w WUdsBP w Gdańsku (1955–1957), następnie w KW MO w Gdańsku (1957) oraz w KM MO w Gdyni (1958–1960). 
Ukończył Dwuletnią Szkołę Oficerską Funkcjonariuszy Służby Bezpieczeństwa Centrum Wyszkolenia MSW w Legionowie (1960–1962). Następnie pełnił funkcje w KW MO w Gdańsku (1962–1980), w której był m.in. nacz. wydz. II (1975–1980), w dyspozycji dyr. Departamentu Kadr MSW (1980–1984), na etacie niejawnym st. inspektora Departamentu II p.o. kier. Grupy Operacyjnej Nr. 3 MSW w Leningradzie, wykonującym swoje zadania pod „przykryciem” konsula Konsulatu Generalnego PRL w Leningradzie (1980–1984). Po powrocie do kraju powierzono mu funkcję zastępcy nacz. wydz. III-1 w WUSW w Gdańsku (1984–1985). 
Pochowany na Cmentarzu Srebrzysko w Gdańsku (rejon IX, taras III, rząd 1, grób 176).

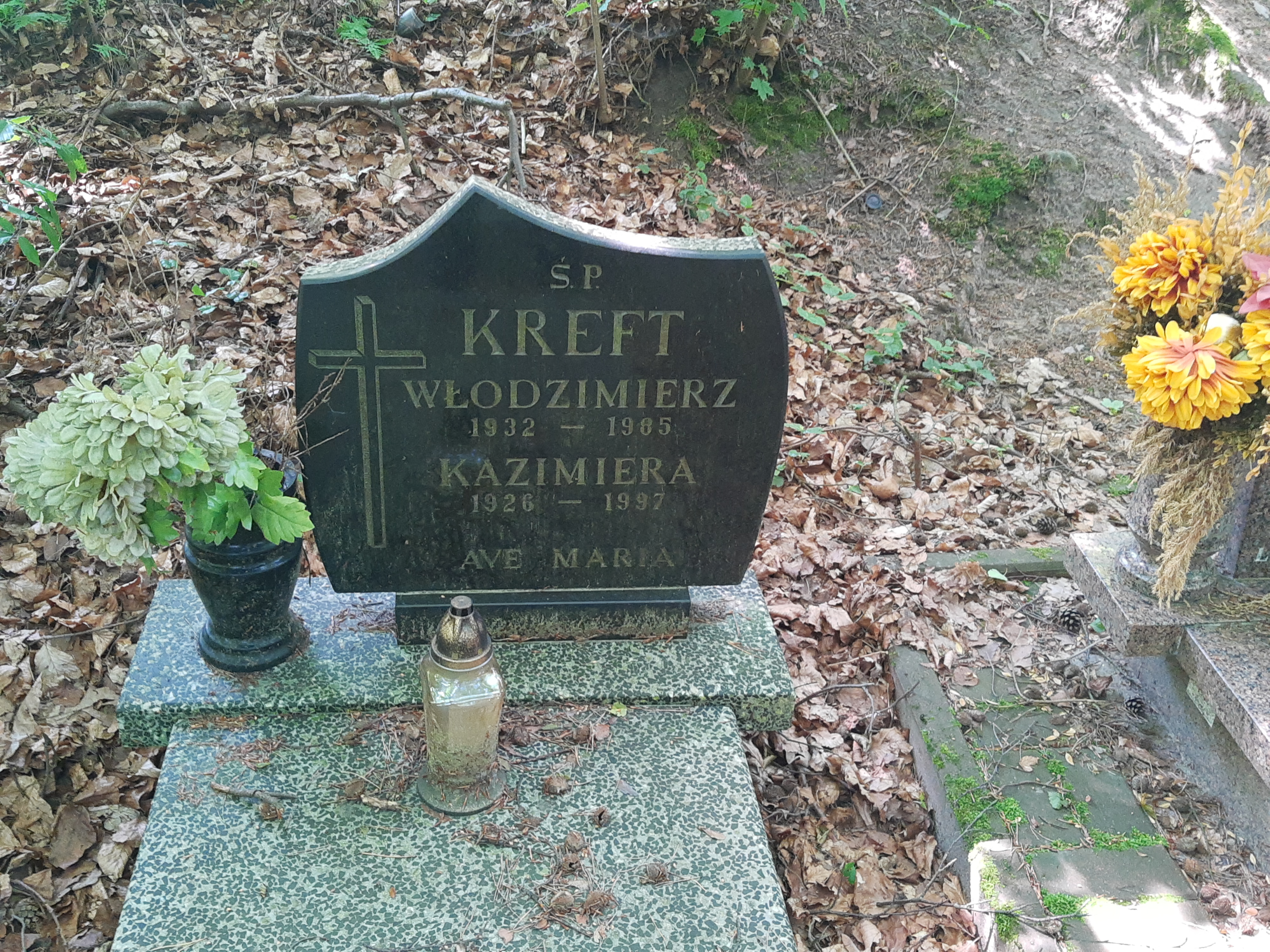
Grób Włodzimierza Krefta na Cmentarzu Srebrzysko